# تیگران کویمجیان
تیگران کویمجیان (ارمنی: Դիկրան Քույմջյան; انگلیسی: Dickran Kouymjian زاده ۶ ژوئن ۱۹۳۴) یک نویسنده، ناشر، ویراستار، تاریخ‌نگار و استاد دانشگاه اهل ارمنستان است.

## زندگی‌نامه
کویمجیان در ۶ ژوئن ۱۹۳۴ در رومانی از والدینی ارمنی به دنیا آمد. والدین وی در زمان تولدش شهروندی ایالات متحده آمریکا را نیز داشتند. وی در رشته تاریخ فرهنگی اروپا در دانشگاه ویسکانسین-مدیسن تحصیل نمود. وی مدرک کارشناسی ارشد را در رشته پژوهش‌های عربی را از دانشگاه آمریکایی بیروت کسب نمود. وی با آنگله کاپویان که پژوهشگر و آموزگار می‌باشد ازدواج نمود. وی در سال ۲۰۰۸ پس از ۳۱ سال تدریس در دانشگاه ایالتی کالیفرنیا در فرزنو بازنشسته شد. وی برنده جوایزی همچون نشان مسروپ ماشتوتس شده‌است.